# ایویکا کرالی
ایویکا کرالی (صربی: Ivica Kralj؛ زادهٔ ۲۶ مارس ۱۹۷۳) یک بازیکن فوتبال، و دروازه‌بان (فوتبال) اهل مونته‌نگرو است.

## باشگاهی
از باشگاه‌هایی که در آن بازی کرده‌است می‌توان به پورتو، پی‌اس‌وی آیندهوون، و پارتیزان اشاره کرد.